# عبد الرحمن الجريسي
عبد الرحمن بن علي الجريسي (ولد 1351 هـ / 1932 م) رجل أعمال سعودي، عمل رئيسًا لمجلس إدارة الغرف التجارية الصناعية السعودية. وهو حاصل على وسام الملك عبد العزيز من الدرجة الأولى عام 2001م.

## سيرته
ولد عبد الرحمن بن علي الجريسي في قرية صغيرة من قرى نجد الكبرى تسمَّى رغبة عام 1351هـ/ 1932م، و يعود أصله إلى مدينة الزُّلفي. عندما أصبح عمره سنتين توفي والده. تلك هي النقطة التي بدأ بها رحلة حياته. قام جده بتولي أمر تربيته وبعد ذلك عمه محمد الجريسي، الذي كان يكن له كل الحب والحنان بصورة غير محدودة، لذا فإنه لم يشعر أبداً بأنه يتيم.
بعد إكمال الفصل الخامس الابتدائي في مدرسة ابتدائية خاصة التي كانت تعطي في ذاك الوقت درجة معقولة من التعليم، طلب منه عمه أن يعمل مع الشيخ عبد العزيز النصار الذي كان رجل أعمال مشهور في الرياض، كان عمر عبد الرحمن الجريسي في ذاك الوقت 14 عاماً فقط إلا أنه استجاب لرغبة عمه والتحق بالعمل مساعدَ بياع، وبمجرد توليه العمل واجهته ظروف صعبة ناتجة عن طبيعة وقت دوام العمل الطويل والمستمر. 
وكان عليه أن يؤديَ أعمالًا إضافية غير مهامه الرئيسة كجلب الماء من بئر بعيدة إلى منزل التاجر الذي يعمل عنده. أيضاً واجهه تحدٍّ كبير من زميل له في العمل كان ذلك شابا ونشيطا وذكيًّا ومنافسًا يستغل أي فرصة ليبرهن لصاحب العمل بأنه أميز منه بكثير. لذا بدأ الشيخ عبد الرحمن الجريسي يشعر بالإجهاد والإحباط، فكان عند رجوعه لمنزل عمِّه تتبادر لذهنه الأفكار بأن يترك هذا العمل. غير أنه سرعان ما يبعد هذه الفكرة من رأسه. حيث كان يقول لنفسه لماذا الرجوع للخلف فيواصل عمله. استمر في هذا الحال لمدة ثلاث سنوات طوال دون أن يعرف بالضبط ما هو مرتبه،
على الرغم من كل هذه التحديات استطاع أن يدير ويتطور بذكاء في التجارة. أيضاً تعلم مبادي المحاسبة التجارية. كما استطاع أيضاً أن يكسب من زميله في العمل الصبر والعمل الجاد. بيئة العمل الصعبة التي عاشها في ذلك الوقت جعلت من الصعب عليه الاستمرار فكان لا بد أن يتوقف عن ذلك العمل.
اقترح عليه ابن عمه عبد الله الجريسي مشاركته في مشروع استثماري صغير، وافق على مشاركته إلا أن ظروفاً خاصة حالت دون الاستمرار في ذلك المشروع .
وبحمد الله استمر في مشواره وتغلب على كل التحديات والإخفاقات التي واجهته إلى أن بدأت جهوده تؤتى أُكلها ثم بعد ذلك توالت نجاحاته، لا زال يذكر وبكل فخر أصدقائه والأشخاص المخلصين الذين وقفوا بجانبه عند بداياته الأولى، ولا زال يقدر كثيراً تلك الصداقات، فهو يؤمن إيماناً راسخاً أن دنيا من غير أصدقاء أوفياء فهي دنيا من غير معنى.

## عمله ومناصبه
- رئيس مجلس إدارة شركة مجموعة الجريسي
- رئيس مجلس إدارة الغرفة التجارية الصناعية بالرياض سابقا
- نائب رئيس مجلس الغرف التجارية الصناعية السعودية سابقا
- رئيس مجلس الأعمال السعودي الياباني
- رئيس مجلس الأعمال السعودي الصيني
- رئيس الجانب السعودي في جمعية الصداقة السعودية – الصينية
- رئيس مجلس إدارة الجمعية الخيرية في رغبة
- رئيس اللجنة التأسيسية لشركة التمويل العقاري
- نائب رئيس مجلس التنظيم الوطني للتدريب المشترك
- عضو مجلس إدارة الخطوط الجوية العربية السعودية
- عضو الفريق السعودي في الاتحاد العربي للتحكيم الدولي
- عضو الهيئة العليا لتطوير مدينة الرياض سابقاً
- عضو مجلس إدارة مجلس الأعمال السعودي الأمريكي
- عضو مؤسسة عكاظ للصحافة والنشر
- عضو مجلس إدارة صندوق دعم الحياة الفطرية
- عضو الهيئة الاستشارية العليا لمؤسسة سلطان بن عبد العزيز الخيرية
- عضو مجلس الأمناء لجامعة الأمير سلطان بن عبد العزيز الأهلية
- عضو مجلس أمناء جامعة الأمير محمد بن فهد الأهلية
- عضو مجلس إدارة الهيئة العامة للغذاء والدواء
- عضو مجلس أمناء جمعية البر الخيرية
- عضو مجلس أمناء مؤسسة عبد العزيز بن باز الخيرية[3]

## تكريمه وجوائزه
- وسام الملك عبد العزيز من الدرجة الأولى
- شهادة دكتوراة الشرف في فلسفة الاقتصاد من جامعة كينسنعتون الأمريكية
- شهادة دكتورة الشرف في فلسفة إدارة الأعمال من جامعة أمريكا – ولاية مونتانا الأمريكية
- جائزة المؤسسة الأمريكية العالمية لتقييم المنجزات – لوس أنجلس – كاليفورنيا
- جائزة الشخصية الإسلامية العالمية المميزة لعام 2000م مؤسسة (محمد الإسلامية) شيكاغو بولاية ايلونيز
- درجة أستاذ وزميل في الاقتصاد – جامعة أمريكا ولاية مونتانا الأمريكية
- وسام جوقة ليوبولد الثاني برتبة كوماندوز (وسام بلجيكا الرفيع) من ولي العهد البلجيكي الأمير فيليب
- رجل العام 2004م من المعهد الأمريكي للسير الذاتية American Biographical Institute
- منح العضوية الأكاديمية الروسية في علم الاجتماع 2007م

## أسرته
تزوَّج عبد الرحمن الجريسي زوجته الأولى (أم علي) في وقت مبكِّر من شبابه، بحضٍّ من عمِّه محمد. ورُزق منها من الأولاد ثلاثة أبناء وابنتين، وهم:
- جواهر بنت عبد الرحمن الجريسي، تخرَّجت في كلية التربية في اختصاص (علوم وتربية)، وحصلت على ماجستير في الإدارة والإشراف التربوي، عملت مديرةً للإشراف التربوي بمنطقة الرياض إلى تقاعدها عام 1431هـ.
- علي بن عبد الرحمن الجريسي، تخرَّج في الجامعة الأمريكية بسويسرا، في تخصُّص مزدوج في إدارة الأعمال والحاسب الآلي، ويعمل رئيسًا لمجموعة الجريسي.
- هُدى بنت عبد الرحمن الجريسي، درست في جامعة جنيف بسويسرا، في اختصاص الترجمة، وهي تتقن أربع لغات؛ العربية، والإنكليزية، والفرنسية، والإيطالية. تعمل مديرة لشركة الأريبة التابعة لمجموعة الجريسي، ورئيس المجلس التنفيذي لفرع السيدات في الغرفة التجارية الصناعية في الرياض، وحازت لقب (فارسة) في جوقة الاستحقاق الوطني من رئيس فرنسا؛ تقديرًا لجهودها في تطوير العَلاقات التجارية بين السعودية وفرنسا.
- خالد بن عبد الرحمن الجريسي، حاصل على دكتوراه في إدارة الأعمال من الولايات المتحدة، وشهادة دكتوراه أُخرى في الإدارة من لبنان. شغل منصب الرئيس التنفيذي لشركة بيت الرياض، والجريسي لخِدْمات الكمبيوتر والاتصالات، والجريسي للخدمات الإلكترونية، ومصنع الجريسي للأثاث والكراسي.
- فهد بن عبد الرحمن الجريسي، تخرَّج في جامعة الملك سعود بالرياض، في تخصُّص إدارة أعمال، يعمل نائبًا لرئيس شركة بيت الرياض، والجريسي لخِدْمات الكمبيوتر والاتصالات.[5]

ثم بعد قرابة عشرين عامًا تزوَّج زوجته الثانية (أم زياد)، ورُزق منها من الأولاد خمسة أبناء وبنتًا واحدة، وهم:
- زياد بن عبد الرحمن الجريسي، تخرَّج في كلية الإدارة بجامعة الملك سعود بالرياض، يعمل مديرًا عامًّا لمجموعة الجريسي.
- نورة بنت عبد الرحمن الجريسي، تخرَّجت في جامعة الإمام محمد بن سعود الإسلامية بالرياض، في تخصُّص أصول الدين، وتتابع دراستها العليا.
- ياسر بن عبد الرحمن الجريسي، تخرَّج في جامعة الملك فهد للبترول والمعادن بالظَّهْران، في تخصُّص إدارة مالية، ويعمل مساعدًا لرئيس شركة الجريسي لخِدْمات الكمبيوتر والاتصالات.
- عمر بن عبد الرحمن الجريسي، تخرَّج في جامعة الأمير سلطان بالرياض، في تخصُّص إدارة مالية، يعمل رئيسًا لمجلس إدارة مدارس المناهج الأهلية التابعة لشركة مجموعة الجريسي.
- محمد بن عبد الرحمن الجريسي، طالب في جامعة الأمير سلطان بالرياض.
- جريسي بن عبد الرحمن الجريسي، طالب في جامعة دار العلوم بالرياض.[7]